# Ostrówek Węgrowski
Ostrówek Węgrowski – przystanek kolejowy w Ostrówku, w województwie mazowieckim, w Polsce. Znajdują się tu 2 perony.

## Ruch pasażerski[1]
| Rok  | Wymiana pasażerska na dobę |
| ---- | -------------------------- |
| 2017 | 300-499                    |
| 2018 | 300-499                    |
| 2019 | 500-699                    |
| 2020 | 500-699                    |
| 2021 | 500-699                    |
| 2022 | 700-999                    |
| 2023 | 700-999                    |

## Opis przystanku

### Perony
Przystanek składa się z dwóch peronów bocznych (po jednej stronie każdego krawędź peronowa):
- Peron 1: Obsługuje połączenia w kierunku Małkini
- Peron 2: Obsługuje połączenia w kierunku Warszawy

Na każdym peronie znajdują się:
- dwie tablice z nazwą przystanku
- rozkład jazdy pociągów (na peronie pierwszym)
- latarnie oświetleniowe

Powierzchnia peronu pokryta płytami betonowymi.

### Budynek stacyjny
Przy peronie pierwszym mieści się mały, drewniany budynek stacyjny.